# Philippe Chassot
Philippe Chassot ( 1965 - ) es un botánico suizo. Realiza sus actividades académicas en el "Laboratorio de Botánica Evolutiva", en el "Instituto de Botánica" de la Universidad de Neuchâtel.

## Algunas publicaciones
- 2003. A new species of Swertia L. (Gentianaceae) from Nepal. Bot. J. of the Linnean Society. 141 (3) :389-394
- 2000. Phylogenetic position of the genus Swertia (Gentianaceae) in the subtribe Swertiinae. Am. J. of Botany 87 (suppl.) : 118-119

- La abreviatura «Chassot» se emplea para indicar a Philippe Chassot como autoridad en la descripción y clasificación científica de los vegetales.[1]